# Рамата
Рамата (латыш. Ramata) — населённый пункт в Мазсалацском крае Латвии. Административный центр Раматской волости. По данным на 2015 год, в населённом пункте проживало 145 человек. Есть волостная администрация, начальная школа, дом культуры, библиотека, фельдшерский пункт, почтовое отделение, магазин.

## История
В советское время населённый пункт был центром Раматского сельсовета Валмиерского района. В селе располагался совхоз «Рамата».